# RTCN Łosice
RTCN Siedlce/Łosice – Radiowo-Telewizyjne Centrum Nadawcze w Chotyczach k. Łosic. Jego wysokość wynosi 313 m.n.p.t. Nadajnik obsługuje dwa największe miasta w regionie, czyli Białą Podlaską, Siedlce oraz m.in. Łuków i Międzyrzec Podlaski. Ponadto stacje radiowe z tego obiektu są słyszalne w promieniu ponad 100 km.

## Parametry[1]
- Wysokość posadowienia podpory anteny: 185 m n.p.m.
- Wysokość zawieszenia systemów antenowych: Radio: 176, TV: 149, 291, 300 m n.p.t.

## Nadawane programy

### Programy telewizyjne – analogowe, nadawane do 17 czerwca 2013
| LP | Program                | Właściciel                                | Częstotliwość | Kanał | Moc nadajnika | Polaryzacja | Uwagi |
| -- | ---------------------- | ----------------------------------------- | ------------- | ----- | ------------- | ----------- | --- |
| 1  | TVP2                   | Telewizja Polska S.A.                     | 599,25 MHz    | 37    | 300 kW        | pozioma     | od 1978 |
| 2  | TVP Info/ TVP Warszawa | Telewizja Polska S.A. Oddział w Warszawie | 615,25 MHz    | 39    | 30 kW         | pozioma     | od 30 listopada 1996 do 2007, TVP2 z centrum nadawczego w Żelechowie, w 1998 roku przez pewien czas Nasza TV |
| 3  | Polsat                 | Telewizja Polsat Sp. z o.o.               | 703,25 MHz    | 50    | 100 kW        | pozioma     | od 1996 |
| 4  | TVP1                   | Telewizja Polska S.A.                     | 719,25 MHz    | 52    | 300 kW        | pozioma     | od 1980 |

### Programy radiowe
| LP | Program                   | Właściciel                                                                | Częstotliwość | Moc nadajnika | Polaryzacja |
| -- | ------------------------- | ------------------------------------------------------------------------- | ------------- | ------------- | ----------- |
| 1  | Program 1                 | Polskie Radio S.A.                                                        | 88,30 MHz     | 30 kW         | pozioma     |
| 2  | Program 3                 | Polskie Radio S.A.                                                        | 90,50 MHz     | 30 kW         | pozioma     |
| 3  | RMF FM                    | Radio Muzyka Fakty Sp. z o.o.                                             | 91,90 MHz     | 30 kW         | pozioma     |
| 4  | Katolickie Radio Podlasie | Diecezja Siedlecka                                                        | 101,70 MHz    | 35,40 kW      | pozioma     |
| 5  | Radio dla Ciebie          | Polskie Radio - Regionalna Rozgłośnia w Warszawie "Radio dla Ciebie" S.A. | 103,40 MHz    | 120 kW        | pozioma     |
| 6  | Radio Zet                 | Radio ZET Sp. z o.o.                                                      | 105,40 MHz    | 30 kW         | pozioma     |
| 7  | Radio Maryja              | Prowincja Warszawska Zgromadzenia O.O. Redemptorystów                     | 107,70 MHz    | 10 kW         | pozioma     |

### Programy telewizyjne - cyfrowe
| Nazwa multipleksu | Częstotliwość (MHz) | Kanał | Moc (kW) | Polaryzacja | Charakterystyka promieniowania | Standard nadawania | Kompresja | Data uruchomienia nadajnika |
| ----------------- | ------------------- | ----- | -------- | ----------- | ------------------------------ | ------------------ | --------- | --------------------------- |
| MUX 1             | 650 MHz             | 43    | 50 kW    | pozioma (H) | dookólna (ND)                  | DVB-T2             | HEVC      | 4 maja 2012                 |
| MUX 2             | 618 MHz             | 39    | 50 kW    | pozioma (H) | dookólna (ND)                  | DVB-T2             | HEVC      | 23 grudnia 2010             |
| MUX 3 (Warszawa)  | 554 MHz             | 31    | 65 kW    | pozioma (H) | kierunkowa (D)                 | DVB-T2             | HEVC      | 27 października 2010        |
| MUX 3 (Lublin)    | 570 MHz             | 33    | 50 kW    | pozioma (H) | dookólna (ND)                  | DVB-T2             | HEVC      | 17 czerwca 2013             |
| MUX 4             | 562 MHz             | 32    | 50 kW    | pozioma (H) | dookólna (ND)                  | DVB-T2             | HEVC      | 30 sierpnia 2021            |
| MUX 6             | 594 MHz             | 36    | 50 kW    | pozioma (H) | dookólna (ND)                  | DVB-T2             | HEVC      | 27 kwietnia 2021            |
| MUX 8             | 205,5 MHz           | 9     | 10 kW    | pionowa (V) | kierunkowa (D)                 | DVB-T              | MPEG-4    | 25 października 2016        |